# The Brand of Cain (film 1914)
The Brand of Cain è un cortometraggio muto del 1914 scritto e diretto da Charles Giblyn. Prodotto da Pat Powers, il film era interpretato da Chester Withey, Edna Maison, Ray Gallagher.

## Produzione
Il film fu prodotto dalla Powers Picture Plays, la compagnia fondata da Pat Powers.

## Distribuzione
Distribuito dall'Universal Film Manufacturing Company, il film - un cortometraggio in una bobina - uscì nelle sale cinematografiche statunitensi il 19 giugno 1914.